# Conor Gethins
Conor Gethins (sinh ngày 1 tháng 11 năm 1983) là một cầu thủ bóng đá người Ireland thi đấu ở vị trí tiền đạo cho câu lạc bộ Scottish Highland Football League Formartine United.

## Sự nghiệp
Sinh ra ở Lifford, Ireland, Gethins bắt đầu sự nghiệp chuyên nghiệp cùng với Ross County tại Scottish Football League trước khi trở về Ireland năm 2005 sau khoảng thời gian cho mượn ở Stirling Albion. Gethins thi đấu cho Finn Harps tại League of Ireland, với khoảng thời gian cho mượn ngắn tại Galway United, trước khi trở về bóng đá Scotland năm 2010 cùng với Peterhead. Anh ký hợp đồng với Nairn County năm 2011 được bầu chọn là Cầu thủ xuất sắc nhất năm của Highland League và vua phá lưới mùa giải 2012–13.
Ngày 1 tháng 6 năm 2016 Gethins gia nhập Formartine United, với bản hợp đồng 2 năm.